# 第三者効果
第三者効果仮説 (だいさんしゃこうか-かせつ、third-person effect hypothesis) とは、メディアが及ぼす影響に関する仮説である。

## 概要
第三者効果仮説は大きく２つの仮説からなる。
- 知覚仮説：マスメディアで説得的なコミュニケーションにさらされた人物は、自分自身よりも、同じコミュニケーションを受けた他人の方が大きな影響を受けると考える (Davison, 1983)。
- 行動仮説：マスメディアの視聴者は、自分以外の第三者はメディアに悪しき影響を受けやすいと考え、マスメディアへの規制を支持しやすくなる。

また、第三者効果仮説の主張によれば、説得的メッセージにさらされた人々は何らかの行動をとらねばならないと考えるが、行動をとるべきだという理由はメッセージ自体ではなくそれに対する他者の反応の予期にもとづいている可能性がある。その行動の内容は予測不可能であり、元のメッセージに親和的であることもあれば、これに対抗的であることもある。
通常、第三者効果はメディアの影響全般について考慮されるが、メッセージの誘発性も第三者効果の大きさに影響する。望ましくない帰結をもたらす説得を行うメッセージでは第三者効果は大きくなる。一方で、望ましい帰結をともなうメッセージでは第三者効果は縮小したり逆転することもある。例えば、他者より自分が有能だと信じている人物がメディアで推奨された健康食をすすんで実践するのが後者にあたる。これを逆第三者効果 (reversed third-person effect) と言うこともある。
知覚仮説のメタ分析では全体的効果は大きい (r=.50) と推定されており、これは大学生ではさらに強まる (Paul, Salwen & Dupagne, 2000)。特に「エキスパート」はメディアが他者に及ぼす影響を過大評価しやすいと多くの研究者は考えている (Diamond, 1978)。
第三者効果、特にその行動仮説は検閲の問題にとって重要である。検閲する側は自らが禁止する情報に何度もさらされることになるが、それによって自分が悪影響を受けると認めることはまれである。通常、そうした情報から保護されるべきは一般大衆であって自分ではないと彼らは主張する (Davison, 1983)。